# Oxhill (Warwickshire)
Oxhill – wieś w Anglii, w hrabstwie Warwickshire, w dystrykcie Stratford-on-Avon. Leży 20 km na południe od miasta Warwick i 118 km na północny zachód od Londynu.